# Zagra
Zagra – gmina w Hiszpanii, w prowincji Grenada, w Andaluzji, o powierzchni 11,34 km². W 2011 roku gmina liczyła 937 mieszkańców. Gmina położona 72 km od Granady i 20 km od Loja.